# دیمیتریوس گوناریس
دیمیتریوس گوناریس (انگلیسی: Dimitrios Gounaris؛ ۵ ژانویه ۱۸۶۷ – ۲۸ نوامبر ۱۹۲۲) سیاستمدار اهل یونان بود. وی که دو دوره نخست وزیر یونان بود پس از شکست یونان در جنگ یونان و ترکیه (۱۹۲۲–۱۹۱۹) در محاکمه شش نفر مقصر شناخته شده و اعدام شد.